# Buscando a Mónica
Buscando a Mónica, también conocida como El secreto de Mónica, es una película argentino-española de 1962, dirigida por José María Forqué, a partir de un guion que escribieron Giovanni D'Erasmo, Vicente Coello, Jaime de Armiñán, Alfonso Paso y José María Forqué.  
Está protagonizada por Carmen Sevilla, Alberto de Mendoza, Jardel Filho, Adolfo Marsillach, Enrique Álvarez Diosdado y Ana Casares. 

## Sinopsis
Cuando se dirige a Buenos Aires para reunirse con su esposa Mónica (Carmen Sevilla), Juan (Jardel Filho) sufre un accidente de coche que le obliga a permanecer unas horas en el pueblo de San Diego. Entonces descubre, casualmente, que su esposa vivió allí y que se vio involucrada en un proceso judicial por la muerte de su padre. Intrigado, decide averiguar qué pasó exactamente, pero las versiones que algunas personas le dan sobre Mónica parecen demasiado tendenciosas, malévolas y hasta contradictorias

## Reparto
- Carmen Sevilla … Mónica Durán
- Alberto de Mendoza … Antonio Montes
- Jardel Filho … Juan Velasco
- Adolfo Marsillach … Daniel Ferrero
- Enrique Álvarez Diosdado … Jorge Ribera
- Ana Casares ... Amparo
- Guillermo Battaglia … Padre de Mónica
- Alma Montiel
- Rosángela Balbo
- Rodolfo Crespi
- Alberto Fernández de Rosa
- Aída Villadeamigo
- Antonia Herrero
- Mario Baroffio
- Orestes Soriani
- Cayetano Biondo
- Carlos Cotto 	...
- Elena Lucena (Lucy)
- Sara Yuter
- Domingo Garibotto
- Alberto Quiles
- Nonne L. de Pérez
- Amelia Folsini
- Yamandú Romero
- Héctor G. Corti
- Miguel Yunes
- Hector Givagnoli
- Mario Laserna
- Felipe Duarte
- Juan Laserna
- I. Del Bosco
- Eduardo Díaz
- Humberto Martínez
- Oscar Zaccari
- Nelly Antonelli
- Elvira Porcel
- Nora Silvera